# 5727 Pierobenvenuti
5727 Pierobenvenuti è un asteroide della fascia principale interna. Scoperto nel 1988, presenta un'orbita caratterizzata da un semiasse maggiore pari a 2,329544 UA e da un'eccentricità di 0,075850, inclinata di 6,211724° rispetto all'eclittica. Ha un diametro di 4,228 km e un'albedo di 0,431.